# Samad Madkouri
Samad Madkouri (16 de febrero de 1985) es un actor conocido por sus papeles en series de televisión como El Príncipe o Rescatando a Sara.

## Biografía
Samad Madkouri nace el 16 de febrero de 1985 en Marrakech. A la edad de los dieciocho años comienza sus primeros trabajos que compagina más adelante con sus estudios de arte dramático en Madrid, donde tiene la oportunidad de iniciar su andadura artística con montajes como: LA DAMA DEL ALBA de Alejandro Casona y EL OSO de Chejov. Más adelante se incorpora a la compañía de teatro RQR donde participa en montajes teatrales como LA TEMPESTAD de William Shakespeare y Salomé de Oscar Wilde. Su papel principal llega a manos de la misma compañía con el montaje de BATAVIA, historia de un naufragio. En 2011 se incorpora al mundo de la televisión y se estrena con series Rescatando a Sara de Antena 3, El Príncipe de Telecinco. En el cine, con BARAKA, un cortometraje de Néstor Ruiz Medina.

## Filmografía

### Televisión
- 11-M, para que nadie lo olvide, dos episodios (2011)

- Rescatando a Sara, un episodio (2012)

- El Príncipe, como Omar, (2014)

- Los nuestros, dos episodios (2015)

- The State, un episodio (2017)

- Acacias 38, como Osmán, un episodio (2017)

- Tiempos de guerra, como Sheik, un episodio (2017)
- Vis a vis, como Futuro marido de Zulema (niña), un episodio (2018)

### Largometrajes
- Las Mimosas, colaborador. Dir. Oliver Laxe (2016)

### Cortometrajes
- Baraka, reparto. Dir. Néstor Ruiz Medina (2016)

### Teatro
- Mucho ruido y pocas nueces de William Shakespeare, dirigido por Amor Zapata

- La venganza de Don Mendo dirigido por Rafa Hernández

- El Oso de Anton Chejov, dirigido por Jesús Calvo

- La Tempestad de William Shakespeare, dirigido por David Barrocal

- Salomé de Oscar Wilde, dirigido por David Barrocal y Maite Pérez Astorga

- Batavia. Historia de un naufragio dirigido por David Barrocal y Almudena Ocaña

## Premios
2011
- Mejor actor secundario en el XI Certamen Nacional de Teatro: “Tierra de Comediantes” de León, por su papel en la obra Salomé de Oscar Wilde.[1]

- Mejor actor secundario en el XXXII Festival de Teatro “Ciudad de Palencia”, por su papel en la obra Salomé de Oscar Wilde, dirigido por David Barrocal y Maite Pérez Astorga